# Chris Thorpe
Chris Thorpe (n. 29 octombrie 1970, Waukegan⁠(d), Illinois, SUA) este un sănier ce a reprezentat Statele Unite ale Americii, medaliat olimpic. A participat la 3 ediții ale Jocurilor Olimpice (1994, 1998, 2002) în care a câștigat o medalie de argint și o medalie de bronz.